# ためいきのベルが鳴るとき
「ためいきのベルが鳴るとき」（ためいきのベルがなるとき）は、原由子の楽曲。自身の9作目のシングルとして、タイシタレーベルから7インチレコード・8cmCDで1989年5月21日に発売された。
1998年2月25日に8cmCDとして再発売されている。2016年12月12日からは主要配信サイトにてダウンロード配信、2019年12月20日からはストリーミング配信が開始されている。

## 背景
前作「かいじゅうのうた」から1か月も経たないうちにリリースされたシングル。

## 収録曲
- 収録時間：11:11[4]

1. ためいきのベルが鳴るとき
（作詞・作曲：桑田佳祐 / 編曲：小林武史）
フジテレビ系ドラマ『いまどき銀座物語ぼんぼん』主題歌。
2. 星のハーモニー
（作詞・作曲：原由子 / 編曲：小林武史）
映画『トキメキソーラーくるまによん』主題歌。また、フジテレビ系『ひらけ!ポンキッキ』挿入歌。
本作のカップリング曲であるが、前作「かいじゅうのうた」でもカップリング曲になっている。
歌詞カードに特に表記は無いが前作「かいじゅうのうた」、アルバム『MOTHER』と共に音源が異なっている。

## 参加ミュージシャン
- ためいきのベルが鳴るとき
  - 原由子:Vocals
  - 小林武史:Keyboards
  - 藤井丈司:Computer Operation
  - 小倉博和:Guitars
  - 松田弘:Drums
  - 桑田佳祐:Backing Vocals
- 星のハーモニー
  - 原由子:Vocals
  - 小林武史:Keyboards
  - 藤井丈司:Computer Operation
  - 桑田佳祐:Backing Vocals

## 収録アルバム
| 曲名                     | 作品名     | 備考                       |
| ------------------------ | ---------- | -------------------------- |
| ためいきのベルが鳴るとき | MOTHER     |                            |
| ためいきのベルが鳴るとき | Loving You |                            |
| ためいきのベルが鳴るとき | ハラッド   |                            |
| 星のハーモニー           | MOTHER     | アルバムバージョンで収録。 |

## ミュージック・ビデオ収録作品
| 曲名                     | 作品名  | 備考                                                                  |
| ------------------------ | ------- | --------------------------------------------------------------------- |
| ためいきのベルが鳴るとき | Harvest | アルバム『婦人の肖像 (Portrait of a Lady)』の初回限定盤A・Bのみ収録。 |
| 星のハーモニー           | 未収録  |                                                                       |